# Piaggio P.108

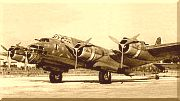
Un Piaggio P.108 visto diagonalmente.

El Piaggio P.108 fue un bombardero pesado cuatrimotor italiano y el único de su tipo en servicio con la Regia Aeronautica durante la Segunda Guerra Mundial. El prototipo hizo su primer vuelo en 1939 y entró en servicio en 1941.
Fue uno de los pocos aviones de combate italianos que podían igualar a los mejores aviones de combate fabricados por los Aliados.
Se diseñaron cuatro versiones del Piaggio P.108, pero solamente el bombardero Piaggio P.108B (Bombardiere) fue producido en cierta cantidad antes del Armisticio. Las otras variantes incluían al avión antibuque Piaggio P.108A (Artiglieri), armado con un cañón de 102 mm, el Piaggio P.108C (Civile), un avión comercial con envergadura aumentada y fuselaje remodelado, capaz de transportar 32 pasajeros y al Piaggio P.108T, versión de transporte específicamente diseñada para uso militar. Solo se fabricaron un Piaggio P.108A y 24 Piaggio P.108B. El número total de todas las versiones (y prototipos) fue de 35 unidades. La mayoría de los Piaggio P.108C fueron modificados para emplearse como aviones de carga militares, pudiendo transportar hasta 56 pasajeros.
Las unidades de transporte de la Luftwaffe emplearon nueve Piaggio P.108T hasta el final de la guerra.

## P.108B

### Diseño y desarrollo
El Piaggio P.108 fue singular en la historia de la aviación italiana, ya que fue el único bombardero estratégico cuatrimotor empleado por la Regia Aeronautica durante la Segunda Guerra Mundial. Fue un desarrollo del anterior bombardero con estructura de madera y poco potente P.50-II, que no fue capaz de despegar con su peso máximo diseñado.
El diseñador del avión fue Giovanni Casiraghi, un experimentado ingeniero que anteriormente había trabajado en Estados Unidos desde 1927 hasta 1936. Sobre la base de su experiencia, él diseñó un avión radicalmente nuevo. El Piaggio P.108 era un bombardero de estructura metálica monoplano cantilever de ala baja, con tren de aterrizaje retráctil. Durante la competencia ministerial de 1939, ganó el contrato de la Regia Aeronáutica para un nuevo bombardero frente al Cant Z.1014 porque era obvio que los otros competidores no podían suministrar cantidades útiles de aviones a la Regia Aeronáutica antes de mediados de la década de 1940.
El primer prototipo del Piaggio P.108B voló el 24 de noviembre de 1939. Se desempeñó muy bien en una serie de pruebas y solamente necesitó mejoras en unas cuantas áreas menores, pero a los pilotos les tomó cierto tiempo acostumbrarse al nuevo avión. El Piaggio P.108 fue suministrado a una sola unidad, la 274.ª Squadriglia (Escuadrilla), en 1941. Pero hubo varios accidentes, uno de éstos involucrando al hijo de Benito Mussolini. El 7 de agosto de 1941, Bruno Mussolini, comandante de la 274.ª Squadriglia, estaba pilotando uno de los prototipos del bombardero "secreto", voló demasiado bajo y se estrelló contra una casa. La sección de la cabina se separó del resto del avión y aunque éste no se incendió, fue totalmente destruido por el impacto. Bruno Mussolini murió a consecuencia de sus heridas.
Para finales de 1941, el Piaggio P.108B apenas tenía 391 horas de vuelo, que no se comparan con las 9.239 horas de vuelo de los doce primeros B-17 Flying Fortress. Sin embargo, el nuevo bombardero era muy prometedor. El bombardero italiano promedio costaba unos 2,1 millones de liras y el S.M.79 costaba 1,7 millones, mientras que el Piaggio P.108 costaba 5,2 millones. Con un solo escuadrón de 9 Piaggio P.108 capaces de volar 1.100 km con 3.500 kg de bombas, la eficiencia estimada era comparable a un grupo de 26 Savoia-Marchetti S.M.79 cubriendo 1000 km con 1000 kg de bombas. El costo total de los aviones era de 46,8 y 45,6 millones de liras respectivamente, pero solamente se necesitaban 54 hombres para tripular a los Piaggio P.108 en comparación a los 130 necesarios para los S.M.79.
Los motores del Piaggio P.108B fueron diseñados para ser más potentes que los del Boeing B-17, con la mayoría de sus torretas defensivas accionadas a distancia, pero su fiabilidad era inferior a los usuales bombarderos pesados Aliados y este avión se mantuvo relativamente desconocido hasta la década de 1970.
Los aviones del segundo lote, designados P.108B II, fueron una subcategoría revisada a la cual se le retiró la torreta del morro. A pesar de que esto reducía su defensa contra ataques frontales, el avión era principalmente operado por la noche. El aumento de velocidad fue de 10 km/h, debido a la reducción de peso y al morro más aerodinámico.

### Detalles técnicos

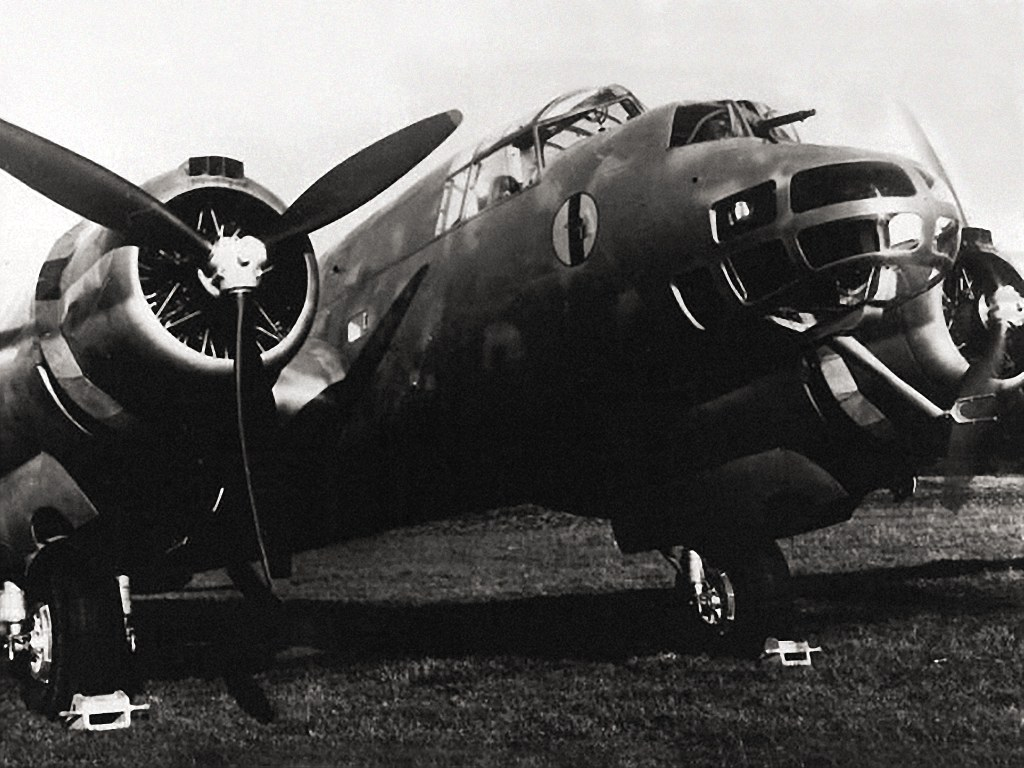
Al igual que en el Lancaster, la torreta del morro del Piaggio P.108 estaba situada encima del puesto del bombardero.

El Piaggio P.108 era un bombardero cuatrimotor de estructura metálica, con una tripulación de 8. Tenía una estructura moderna muy robusta (con una tolerancia de 6 G) diseñada por Giovanni Casiraghi, construida casi en su totalidad de duraluminio.
Los puestos para la tripulación incluían una cabina para dos pilotos, con 5 o 6 tripulantes ubicados en el centro del fuselaje y el morro; como en los primeros B-17 Flying Fortress, el Piaggio P.108 no tenía torreta posterior. La característica más notable era el morro, que tenía una estructura separada para el bombardero, con la torreta frontal encima de este; similar a la del morro del Armstrong Whitworth Whitley con la parte inferior sobresaliendo del resto. La cola del Piaggio P.108 era más grande, debido a la necesidad de estabilizar al pesado y potente avión (30.000 kg y hasta 6.000 cv al despegar, un 20% más pesado que los primeros Boeing B-17).

### Motores y rendimiento
La Piaggio fue una de las pocas empresas italianas de aviación que tenía la capacidad de desarrollar tanto aviones como motores; sus motores P.XII, a pesar de ser poco fiables, estaban entre los más potentes de su época. La Fiat era una empresa más grande que también diseñaba y fabricaba aviones y motores, pero limitó su producción a aviones como el BR.20 Cicogna, un bombardero medio convencional.
El Piaggio P.108 estaba equipado con cuatro motores radiales P.XII de 18 cilindros enfriados por aire, que siempre tuvieron problemas de fiabilidad, pero tenían una potencia de 1.350 cv a 3.000 m, con 1.500 HP al despegar, impulsando hélices tripala Piaggio de paso constante. El P.XII era básicamente dos motores Piaggio P.X en tándem, que eran versiones del Gnome-Rhône 9K Mistral francés fabricadas bajo licencia y al mismo tiempo era una versión fabricada bajo licencia del Bristol Jupiter. La Alfa Romeo tampoco tenía un motor moderno y potente, su AR.132 de 1.350 HP siendo dos Bristol Mercury en tándem.
Sus 12 tanques autosellantes podían contener unos 12.000 l de combustible y los 8 tanques de aceite, 2 por motor, tenían una capacidad total de 350 l. La combinación de una estructura pesada y potentes motores resultó en un alto consumo de combustible, con un mediocre desempeño del Piaggio P.108 a gran altitud, con un techo de vuelo práctico de unos 6.000 m y uno teórico de 8.000 m. En comparación, el Boeing B-17C podía alcanzar un techo de vuelo de 9.000 m. La cifras del bombardero italiano están acordes con los típicos bombarderos de la época; el techo de vuelo del mejor bombardero de la RAF, el Avro Lancaster, es similar, mientras que los B-17, B-24 y posteriormente los B-29 de las Fuerzas Aéreas del Ejército de los Estados Unidos eran inusuales por ser capaces de alcanzar tales altitudes. Esto se debía a los turbocompresores que equipaban sus motores, en lugar de los sobrecompresores, accionados mecánicamente y más habituales en aquella época.
El Piaggio P.108 podía alcanzar velocidades de 420 km/h a 4.300 m, siendo más lento que varios tipos de biplanos. Mientras que el Boeing B-17C alcanzaba 515 km/h a más de 7.000 m y fue prácticamente inmune a la intercepción por cazas hasta 1942 (ya no lo fue para cuando entró en combate en grandes números); incluso si su alcance y carga de bombas, 3.220 km con 1.800 kg, eran ligeramente inferiores a los 3.335 km con 2.000 kg del Piaggio P.108. El avión podía volar 2.500 km con una carga de bombas de 3.500 kg, y 3.600 km con 600 kg. Aunque mucho mejor que un típico bombardero italiano (800-900 km con 1000 kg), no era sobresaliente en comparación con el Avro Lancaster, capaz de volar 3.100 km transportando 4.000 kg, y el B-24 Liberator, con unos 3.220 km con la misma carga. Incluso los Savoia-Marchetti S.M.82, normalmente con la mitad de capacidad de combustible del Piaggio P.108 (unos 5.500 l), eran capaces de alcanzar blancos a larga distancia, tales como Gibraltar, cuando eran adaptados para transportar el combustible adicional necesario.

### Carga de bombas
El Piaggio P.108B tenía una gran bodega de bombas que era capaz de transportar:
- 7 × bombas de 250 kg o 500 kg
- 34 × bombas de 100 kg (peso verdadero: 129 kg)
- 38 × bombas de 50 kg (peso verdadero: 69 kg)

La bodega de bombas estaba situada en el centro del fuselaje y dividida longitudinalmente en tres secciones, lo que impedía que transporte bombas más pesadas como las de 800 kg. Esto era una limitación considerable, al igual que el Short Stirling, el Piaggio P.108 fue limitado por tener una bodega de bombas dividida en secciones insuficientemente grandes, mientras que el Savoia-Marchetti S.M.82 era capaz de acomodar cargas más grandes (debido a que podía emplearse tanto como avión de transporte y bombardero). En la configuración de torpedero, podía transportar 3 torpedos bajo el fuselaje y las alas.

### Armamento defensivo
El armamento defensivo del primer lote del Piaggio P.108 consistía de 8 ametralladoras Breda-SAFAT. Una Breda "O" de 12,7 mm con una cinta de 450 balas iba montada en la torreta del morro, y una Breda "G9" de 12,7 mm con una cinta de 400-450 balas iba montada en una torreta ventral retráctil. Además de estas dos torretas accionadas hidráulicamente, contaba con dos ametralladoras de 7,70 mm en los flancos, con cintas de 500 balas. El armamento alar, que constituía la principal defensa del avión, consistía en dos torretas Breda "Z" accionadas hidráulicamente mediante radiocontrol, con dos ametralladoras con 600 balas (una cinta de 300 balas cada una), conectadas a una de las dos cúpulas de la "joroba" del fuselaje, con un operador en cada una de ellas. Las torretas alares representaban el aspecto más innovador de la tecnología del Piaggio P.108.
A pesar de ser considerado un diseño muy avanzado, la aptitud operativa de las torretas alares era cuestionable.
- Las torretas alares eran vulnerables a daños en combate, congelamiento y atascos, siendo notoriamente poco fiables debido a la complejidad del sofisticado sistema de control de las ametralladoras y el aparato calculador (los sistemas hidráulicos tenían circuitos que se extendían por varios metros hasta las torretas alares).
- La duración de la munición era adecuada para combate limitado, como el que tenía lugar durante las misiones nocturnas, pero insuficiente para combate prolongado. Una cinta de 300 balas, disparada a cadencia completa por las ametralladoras de las torretas (no tenían mecanismo sincronizador, como en los cazas) solo era suficiente para 25 segundos (unas 12 ráfagas de 2 segundos). Los bombarderos estadounidenses generalmente llevaban cintas de 500 balas en cada ametralladora y con frecuencia transportaban munición adicional.
- Al contrario de las torretas del fuselaje, no había forma de mantener, recargar o reparar las torretas alares en vuelo.
- El campo de tiro iba principalmente hacia atrás y era pobre, al estar parcialmente bloqueado por los planos de cola, pudiendo disparar hacia adelante solamente con altos ángulos de elevación (para evitar las hélices, debido a la falta de un mecanismo sincronizador) y no se podían atacar blancos situados debajo del avión.
- Si las torretas alares eran desactivadas, el Piaggio P.108 quedaba armado solamente con dos ametralladoras de 12,7 mm y dos de 7,70 mm, dejando varios puntos ciegos alrededor de todo el bombardero, ya que ningún campo de tiro de las ametralladoras del morro, flancos o torreta ventral cubría ataques desde atrás o desde arriba.[cita requerida]

## P.108A
En respuesta a una solicitud hecha en noviembre de 1942, se desarrolló el Piaggio P.108A Artigliere para misiones antibuque como una alternativa a los torpederos. Estaba armado con un cañón de alta velocidad Ansaldo 90/53 Modelo 1939 (90 mm y 53 calibres) modificado y montado en un morro rediseñado. Era considerado como la mejor combinación de precisión y alcance de todas las piezas de artillería italianas, siendo empleado en distintas versiones como cañón antiaéreo y antitanque por el Ejército y la Armada. Para ser más efectivo en su nuevo papel, el calibre del cañón fue aumentado de 90 mm a 102 mm, un calibre no estándar en la artillería italiana, disparando obuses de 13 kg en comparación con los de 10 kg del cañón estándar, con una velocidad de boca de más de 600 m/s. Este cañón solamente fue superado en calibre, a bordo de un avión, por el Obús M102 de 105 mm y baja velocidad modificado (con una caña de 23 calibres), montado sobre un afuste móvil dentro del fuselaje de 3,2 m de ancho del Lockheed AC-130 para disparar por sus flancos. El cañón con su sistema de retroceso pesaban 1.500 kg. Debido a que era un pequeño cañón recalibrado, su peso era relativamente pequeño para su calibre.
El Piaggio P.108A no era particularmente inusual para su época, ya que bombarderos medios tales como el North American B-25 Mitchell e incluso aviones de ataque a tierra más pequeños como el Henschel Hs 129 fueron equipados con cañones de 75 mm de alta velocidad, a pesar de ser una o dos categorías más ligeros.
El cañón estaba montado a lo largo de la línea central del fuselaje, en un ángulo negativo, con un retroceso muy fuerte que la estructura de 27 t era capaz de absorber. La cantidad de munición que podía transportarse era de unos 50-60 obuses para el cañón principal, así como hasta 3 torpedos estándar o guiados por radio (un arma secreta que nunca fue empleada en combate), y las armas defensivas estándar en el fuselaje y las alas. Se pensó equipar al cañón de 102 mm con una mira balística conectada a una computadora analógica y un cargador mecánico para 6 o 12 obuses.
Las modificaciones iniciales fueron hechas en el MM.24318, que voló el 16 de diciembre de 1942 a Savona, el aeródromo de Villanova d'Albenga. Las modificaciones estuvieron listas en febrero de 1943 y las pruebas empezaron el 3 de marzo.
Las pruebas del Piaggio P.108A fueron satisfactorias, alcanzando una velocidad máxima de unos 440 km/h debido al morro rediseñado y más aerodinámico. El 19 de marzo voló a Furbara y después a Pisa el 16 de abril, donde se llevaron a cabo una serie de pruebas de tiro a altitudes ente 1.500 y 4.500 m a fin de recopilar los datos balísticos para ángulos de elevación negativos que se necesitaban para producir la mira calculadora. Tras completar 24 horas y 40 minutos de vuelo, regresó a Albenga. Hubo mucho entusiasmo cuando fue presentado como el nuevo avión de ataque oficial en Furbara el 22 de mayo de 1943, planeándose construir cinco Piaggio P.108A adicionales, así como transformar otros cinco o posiblemente todos los Piaggio P.108 disponibles. Pero el 29 de junio, se decidió producir solamente cinco aviones y en julio, la orden fue limitada a dos, para finalmente ser cancelada. El 6 y el 8 de septiembre, el solitario Piaggio P.108A efectuó otras pruebas de armamento sobre el mar, finalmente equipado con el sistema de elevación/puntería San Giorgio. Las fuerzas alemanas capturaron al Piaggio P.108A y le pintaron sus insignias, pero al poco tiempo fue dañado por un bombardeo Aliado. Reparado para el 7 de abril de 1944, finalmente voló a Rechlin, donde probablemente fue destruido en uno de los varios bombardeos Aliados.
Aunque el Piaggio P.108A demostró ser capaz, disparando más de 280 obuses durante las pruebas, el Armisticio y el interminable cambio de prioridades detuvieron su desarrollo. Sin embargo, el empleo de un avión tan grande en el peligroso papel antibuque era cuestionable (a nivel del mar, la mejor velocidad que se alcanzaba era de 360 km/h), el costo era más grande que el de los bombarderos estándar y las mejoradas defensas antiaéreas navales (cañones Bofors 40 mm, obuses P-F y radar director de tiro) hizo que Alemania se base en los misiles de largo alcance (relativo) Henschel Hs 293 y Fritz X. Estos fueron mucho más efectivos, como quedó demostrado el 9 de septiembre de 1943, cuando la Regia Marina fue atacada por sus ex aliados. Los alemanes lanzaron una serie de misiles contra los acorazados italianos, hundiendo al Roma y dañando al Italia, causando más de 1.300 muertos. Las tres cubiertas blindadas del RM Roma podían resistir impactos de cañones principales de acorazado, con un espesor promedio de más de 200 mm, por lo que semejantes resultados estaban muy por encima de las capacidades de un cañón de calibre medio, incluso a bordo de un avión.

## P.108C/T
Mientras el problemático desarrollo de los Piaggio P.108B continuó, la cantidad de trabajo de la Piaggio fue aumentada por la solicitud de un nuevo avión de transporte capaz de efectuar vuelos de larga distancia a Sudamérica para la Linee Aeree Transcontinentali Italiane (LATI). La planeada fabricación bajo del licencia del Boeing 307 en 1939 no se llevó a cabo, por lo cual en 1940, se propuso emplear al Piaggio P.108C como un transporte "interino", en espera del Piaggio P.126C e incluso el Piaggio P.127C hexamotor. Fueron planeados con una cabina presurizada para 32 pasajeros dentro de un fuselaje más ancho, sin armamento. El prototipo hizo su primer vuelo el 16 de julio de 1942, cuando ya no habían aerolíneas transatlánticas donde pueda emplearse. A pesar de esto, y la incapacidad de la Piaggio de suministrar los bombarderos P.108B a tiempo, se hizo una orden para cinco Piaggio P.108C adicionales.
La versión militar de transporte Piaggio P.108T fue ordenada el 26 de marzo de 1941. Esta variante sin cabina presurizada estaba equipada con una torreta dorsal Caproni, una ametralladora Breda-SAFAT en la torreta ventral y dos ametralladoras en los flancos, todas ellas de 12,7 mm, siendo capaz de alcanzar una velocidad de 440 km/h. A través de una puerta ventral de 4,8 m de largo y 1,9 m de ancho, se podía embarcar dos Macchi M.C.200. Su volumen interno era de más de 77 m³ y podía transportar hasta 60 soldados, 8 torpedos o 12 t de carga. Luego de varios cambios en el diseño, el primer Piaggio P.108T voló el 7 de septiembre de 1942. Aunque la 148.ª Squadriglia iba a emplear tanto los Piaggio P.108C como los Piaggio P.108T, solo unos cuantos fueron construidos antes que los alemanes tomen el control de la producción, tras lo cual al menos 11 unidades fueron construidas.
Cuatro Piaggio P.108C y cinco Piaggio P.108T fueron entregados a la Luftwaffe y empleados en el Frente del Este, principalmente durante la evacuación de las tropas del Eje de la península de Crimea tras la caída de Sebastopol en 1944. El Piaggio P.108C (avión comercial civil, con 32 asientos) y el Piaggio P.108T (transporte militar) fueron más fiables que los bombarderos, y su capacidad de transportar cargas pesadas (tales como dos cazas desmontados) fue importante, ya que la Luftwaffe no tenía muchos aviones de transporte pesados, basándose principalmente en los pequeños Junkers Ju 52. Estos aviones también tenían cuatro ametralladoras MG 131 de 13 mm como armamento defensivo, con una montada en una torreta dorsal, una en posición ventral y dos en los flancos.
Un avión, conocido como "Die General", fue destruido en el aeródromo de Salonicco. El Transportfliegerstaffel 5 operó la mayoría de estos aviones y los empleó hasta el final de la guerra, con uno asignado a los enlaces entre Italia y Alemania, y los otros en el Frente del Este. El 10 de agosto de 1944, seis de éstos fueron destruidos en un bombardeo aéreo. Otros cuatro fueron destruidos o capturados en 1945. El Piaggio P.108T-2, una versión de posguerra, fue propuesto pero no tuvo éxito, terminando así la historia del Piaggio P.108.

## P.133
El prototipo del Piaggio P.133, desarrollo final del Piaggio P.108, estaba casi terminado para el Armisticio (8 de septiembre de 1943), pero el programa fue cancelado al poco tiempo y el avión nunca se terminó de construir. Fue diseñado para tener una estructura más ligera y varias mejoras a su desempeño, que fueron parcialmente influenciadas por un B-24 Liberator capturado, con una velocidad potencial de 490 km/h, 6 cañones automáticos de 20 mm, 4 ametralladoras de 12,7 mm y una carga de hasta 4.800 kg de bombas.

## Historial operativo
Los Piaggio P.108B fueron desplegados en los frentes del Mediterráneo y el norte de África, siendo su primer combate una fallida misión diurna contra un destructor el 6 de junio de 1942, lanzado 10 bombas de 160 kg. Los aviones fueron efectivamente empleados unas pocas semanas después, con un bombardeo nocturno sobre Gibraltar el 28 de junio de 1942.

### Gibraltar
La primera operación contra Gibraltar fue casi un desastre; de cinco aviones que despegaron de Decimomannu en Cerdeña, uno (MM.22004) se vio obligado a regresar debido a problemas con los motores mientras que los otros cuatro continuaron con la misión y bombardearon con 66 bombas de 100 kg y 6 bombas de 250 kg. Tres de ellos, con poco combustible, fueron forzados a aterrizar en España, dos de los cuales (MM.22001 y 22005) se estrellaron o sufrieron daños en aterrizajes forzosos. El tercero (MM.22007) aterrizó en Mallorca, una antigua base italiana durante la guerra civil española, y gracias a la política pro-Eje española fue rápidamente reabastecido con combustible y despegó de Palma de Mallorca hacia Italia. Los otros dos aviones se quedaron en España: el MM.22001 se estrelló en una playa mientras se aproximaba al aeropuerto de Valencia y fue borrado de la nómina de la Regia Aeronáutica, el MM.22005 tuvo algunos daños menores y fue almacenado en la Base aérea San Javier, pero fue reparado y probado por la Fuerza Aérea Española. Hasta octubre se efectuaron varias misiones, que resultaron en daños y más pérdidas. Se trató de cambiar al Savoia-Marchetti S.M.82 como medida interina (como lo fue el Piaggio P.108, esperándose más del futuro P.133).
A modo de cronología, se realizaron misiones contra Gibraltar (sin los problemas de autonomía que tuvo la primera misión), durante la noche del 3 de julio (el MM.22601 no regresó), 24 de septiembre (MM.22004 y MM.22603), 20 de octubre (MM.22002 (borrado de la nómina durante un aterrizaje de emergencia después de fallos en el motor al despegar), MM.22004, MM.22006 y MM.22007) y el 21 de octubre (MM.22602, destruido durante un aterrizaje de emergencia en Bône, Argelia, y dos Piaggio P.108 más), cuando se alcanzó el "pico". Cada una de estas misiones, involucrando de uno a cuatro aviones (15 misiones en total), fueron fracasos y tuvieron alrededor de un 33% de pérdidas. Los resultados fueron pobres, con un Lockheed Hudson y algunas posiciones de artillería destruidas en tierra en la primera "gran" misión, con daños no especificados en las otras, a pesar del intensivo entrenamiento de las tripulaciones para misiones de larga distancia entre el 3 de julio y septiembre. El 28 de octubre, el MM.22007 hizo un aterrizaje forzoso en Argelia durante su tercera misión, haciendo un total de 16 misiones con un avión perdido, dos perdidos en España, dos perdidos en Argelia y uno perdido en Italia.

### Argelia y África
Tras la invasión Aliada del norte de África francés, con nombre clave "Operación Torch", estos aviones tuvieron más pérdidas cuando volaron en misiones sobre Argelia y otros blancos africanos. Los Aliados tenían más de 160 buques de guerra y 250 barcos mercantes en la región. La Luftwaffe tenía 1.086 aviones en el II y X Fliegerkorps, la Regia Aeronautica tenía 285 aviones en Cerdeña, de los cuales 115 eran torpederos. Por lo menos tres fueron derribados sobre África en esta serie de incursiones, la mayoría por cazas pesados Beaufighter. Sin embargo, en Argelia atacaron blancos en Bône (hoy Annaba), Argel, Blinda, Philippeville, (hoy Skikda), Maison Blanche (hoy Dar El Beïda) y Orán.
Algunos barcos fueron dañados por los Piaggio P.108 durante la Operación Torch y en las incursiones argelinas, mientras que en otros blancos destruyeron algunos aviones. Estos bombarderos eran los únicos capaces de volar los 2.000 km hasta Orán. La 274.ª Squadriglia solamente tenía 8 Piaggio P.108, con los cuales solo hizo 28 salidas en ocho misiones nocturnas durante todo un mes. Tres fueron derribados por cazas nocturnos, que sólo en una ocasión fueron repelidos por las torretas alares. Dos Piaggio P.108 fueron derribados por los Beaufighter del Escuadrón 153 en el ataque contra el puerto de Argel y la última misión tuvo lugar el 20 de enero. Los aviones operativos se redujeron a uno o dos y por la necesidad de reparaciones, los Piaggio P.108 regresaron a Italia.

### Sicilia
El último combate tuvo lugar sobre Sicilia, cuando la 274.ª fue reforzada hasta su cantidad base de ocho aviones. Estos volaron en 12 misiones contra la fuerza invasora entre el 11 y el 12 de julio de 1943. Las perdidas incluían dos aviones destruidos y otros dos severamente dañados, principalmente por cazas nocturnos Beaufighter y Mosquito. Solo un barco fue dañado - esto puso fin a la carrera de la 274.ª y del Piaggio P.108.
El último de los 24 Piaggio P.108B ordenados fue suministrado en agosto. De estos aviones, seis se perdieron en combate (tres sobre Argelia, dos sobre Sicilia y tal vez uno sobre España), cuatro en accidentes (incluyendo al de Bruno Mussolini) y tres en aterrizajes forzosos (uno en Argelia y dos en España).

## Tras el Armisticio

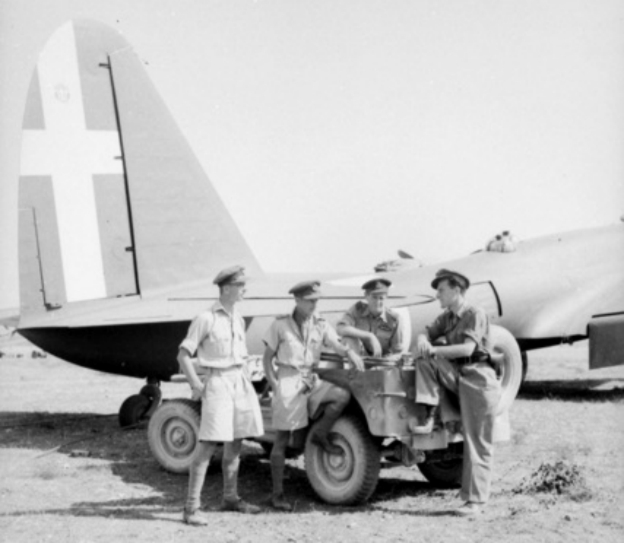
En el aeródromo de Grottaglie, un piloto británico y dos pilotos australianos conversan con un piloto italiano que ha traído su bombardero Piaggio P.108 desde el norte de Italia.

Cuando se declaró el Armisticio el 8 de septiembre de 1943, solamente quedaban 9 aviones. Ocho fueron saboteados para no caer en manos de los alemanes y el último voló hacia el sur de Italia, donde se accidentó al aterrizar. Los Piaggio P.108B terminaron sus actividades con un total de unas 15 misiones sobre Gibraltar, 28 sobre el norte de África, 12 sobre Sicilia y algunas misiones de reconocimiento y antibuque (de las cuales sólo se tiene conocimiento de una).
Este avión era demasiado complejo y difícil de desarrollar sin apoyo del Ministerio del Aire y otras grandes empresas, tales como Fiat. No lo hubo por parte de ninguno y mientras la Piaggio luchaba por mejorar y producir al Piaggio P.108B, hubo muchas solicitudes para el avión de pasajeros P.108C, el transporte militar P.108T y la versión antibuque 'A'. Finalmente, también estaba el nuevo bombardero estratégico, el Piaggio P.108bis o P.133 para ser desarrollado como la "solución final" para los bombarderos italianos, y otros proyectos a tomarse en consideración tales como el P.126, P.127 y P.130.
Después de las últimas misiones de los Piaggio P.108B, unos cuantos aviones de transporte P.108T continuaron siendo empleados hasta el final de la guerra, principalmente en el Frente del Este cuando Alemana tuvo que evacuar a sus tropas rodeadas, a veces transportando más de 100 soldados a la vez (la carga máxima era de 12 t, la carga total era de unas 14 t). Los Piaggio P.108C y P.108T demostraron ser más fiables que los bombarderos, luego de exitosos esfuerzos por mejorarlos y modificarlos. Uno fue destruido en un accidente de vuelo sobre Alemana a inicios de 1945, mientras que los otros fueron empleados hasta el final de la guerra.

## Variantes
El número total de unidades producidas de los Piaggio P.108C y Piaggio P.108T no está claro, pero en conjunto se fabricaron 16, con la mayoría de los Piaggio P.108C convertidos a la versión de transporte.
- Prototipo : MM 22001
- Primer lote : MM 22002—22008, MM 22601—22604
- Segundo lote : MM 24315—24326
- Tercer lote : MM 24667—24678

P.108 Prototipo
P.108A ArtigliereVersión antibuque. Sólo se fabricó un ejemplar.
P.108B BombardiereBombardero pesado. Versión estándar de producción. Se fabricaron 24 unidades.
P.108C CivileVersión comercial de pasajeros. Se desconoce el número de unidades fabricadas, pero probablemente fueron 6.
P.108M ModificattoPlaneada modificación del Piaggio P.108B, con armamento más pesado. No se fabricó ninguno.
P.108T TransportoVersión de transporte militar. Se fabricaron más de 12 unidades (incluyendo a los Piaggio P.108C reconvertidos).
P.133Versión avanzada del P.108B, con motores más potentes y una mayor carga de bombas. No se terminó de fabricar.

## Usuarios
ItaliaRegia Aeronautica
 Alemania naziLuftwaffe

## Especificaciones (Piaggio P.108B)
Referencia datos: [cita requerida]

### Características generales
- Tripulación: 6 o 7 (piloto, navegante, bombardero, artilleros)
- Longitud: 22,3 m
- Envergadura: 32 m
- Altura: 6 m
- Superficie alar: 135 m²
- Peso vacío: 17 325 kg
- Peso máximo al despegue: 29 885 kg
- Planta motriz: 4× Piaggio P.XII RC.35, radiales de 18 cilindros en doble estrella.
  - Potencia: 1120 kW (1500 HP) cada uno.

### Rendimiento
- Velocidad máxima operativa (Vno): 430 km/h
- Alcance: 3520 km
- Techo de vuelo: 8500 m

### Armamento
- Ametralladoras: 

  - 8x Breda-SAFAT (6 de 12,7 mm y 2 de 7,70 mm)
- Bombas: 3500 kg de bombas

### Aeronaves similares
- Boeing B-17 Flying Fortress
- Focke-Wulf Fw 200
- Junkers Ju 290
- Nakajima G8N
- Short Stirling
- Petliakov Pe-8

### Listas relacionadas
- Anexo:Bombarderos